# Бетанкур
Бетанкур (фр. Béthencourt) насеље је и општина у североисточној Француској у региону Север-Па д Кале, у департману Север која припада префектури Камбре.
По подацима из 2011. године у општини је живело 760 становника, а густина насељености је износила 147,57 становника/km². Општина се простире на површини од 5,15 km². Налази се на средњој надморској висини од 110 метара (максималној 121 m, а минималној 87 m).

## Демографија
| 1962. | 1968. | 1975. | 1982. | 1990. | 1999. | 2011. |
| ----- | ----- | ----- | ----- | ----- | ----- | ----- |
| 878   | 933   | 839   | 766   | 694   | 677   | 760   |

График промене броја становника у току последњих година